# Bệnh học thực vật

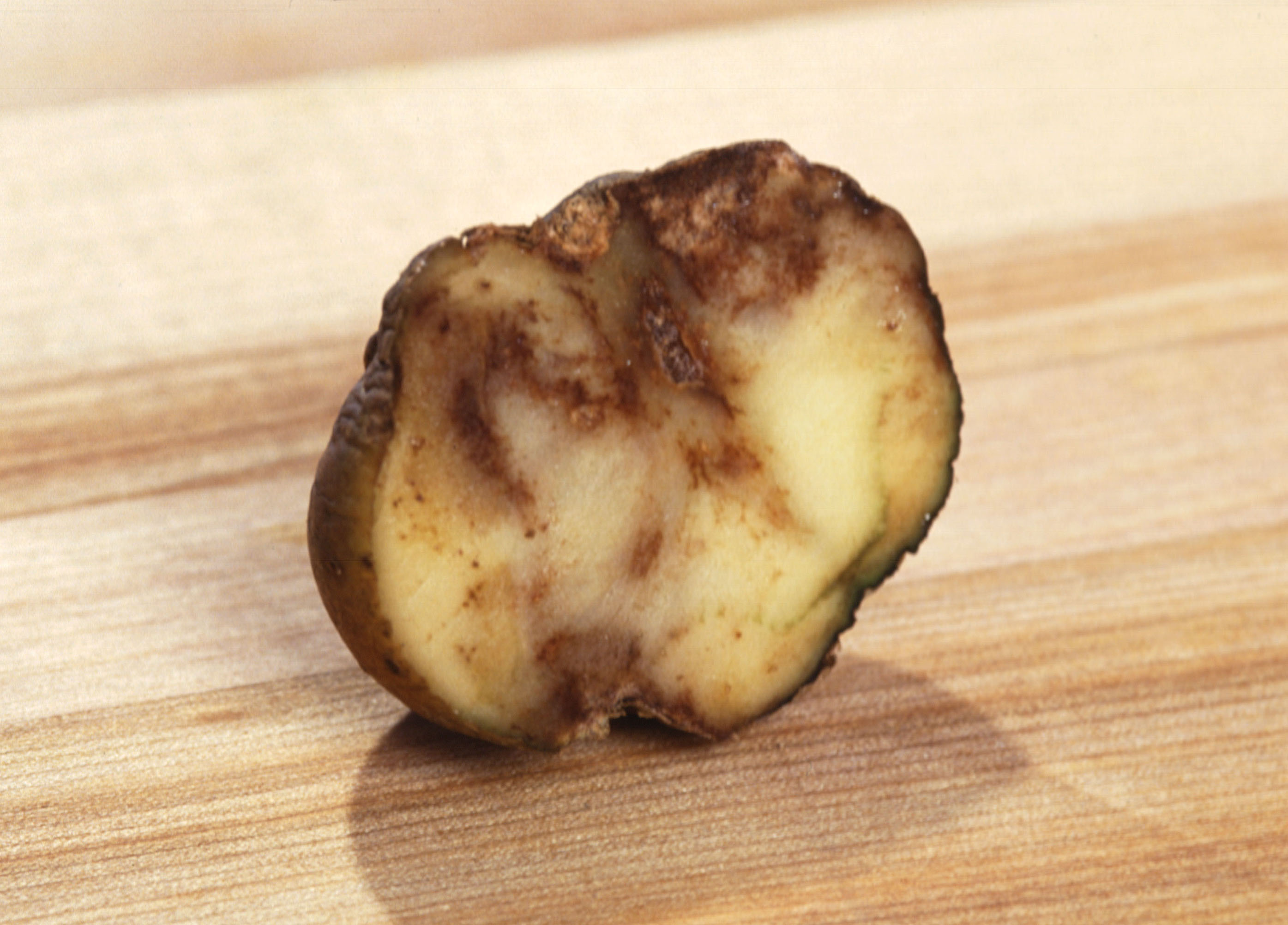
Lát cắt theo mặt cắt ngang của 1 thân cây bị bệnh

Bệnh học thực vật là một lĩnh vực chuyên nghiên cứu về nguyên nhân, triệu chứng, bệnh trạng của thực vật, dựa vào đó đưa ra các biện pháp phòng trừ hiệu quả nhất.
Thực vật bị bệnh là hiện tượng khi thực vật không đủ khả năng thích ứng với những biến đổi của môi trường hoặc với những kích thích của những sinh vật khác, làm đảo lộn hoạt động sinh lý, gây bất lợi đến sinh trưởng hoặc làm thực vật bị chết, nếu trên diện lớn có thể dẫn đến tổn thất về kinh tế và sinh thái.
Tùy thuộc vào cách phân loại các loại cây trồng theo mục đích mà người ta phân thành một số lĩnh vực nhỏ trong bệnh học thực vật:
- Bệnh cây nông nghiệp: Những bệnh liên quan, ảnh hưởng đến sinh trưởng và phát triển của các cây trồng sản xuất chính trong nông nghiệp, làm tổn thất về kinh tế nông nghiệp.
- Bệnh cây lâm nghiệp:Bệnh hại cây trồng chủ yếu trong sản xuất lâm nghiệp.

Theo các bộ phận bị gây bệnh mà phân thành:
- Bệnh hại lá: Gây tổn thương đến bộ phận dinh dưỡng lá cây.
- Bệnh hại ngọn: Ảnh hưởng đến đỉnh sinh trưởng ngọn cây, ngọn cành
- Bệnh hại cành: Có thể là các chứng làm khô cành, mục cành,...
- Bệnh hại vỏ cây: Ảnh hưởng đến phần vỏ cây.
- Bệnh hại gỗ: Thường là các dạng nấm, rêu, ký sinh làm hại gỗ.
- Bệnh hại rễ: Tấn công bộ rễ của thực vật.

Theo các nguyên nhân gây bệnh và cách truyền nhiễm mà phân thành:
- Bệnh cây không truyền nhiễm: Nguyên nhân gây bệnh do các yếu tố của điều kiện ngoại cảnh (thời tiết, độ ẩm, thành phần dinh dưỡng)gây nên.
- Bệnh cây truyền nhiễm: Do sinh vật gây nên: cây ký sinh, nấm, sinh vật nhâh nguyên thủy, phytoplasmas, giun tròn,...